# Clash (Band)
Clash ist eine Rockband aus Thailand. Sie unterschrieb 2001 einen Vertrag bei Label UP G Record und hat bis heute fünf reguläre, zwei Greatest-Hits- und zwei akustische Alben veröffentlicht.

## Geschichte
Ursprünglich nannte sich die Band „Lucifer“ und nahm unter diesem Namen auch am zweiten und dritten Hot Wave Music Awards Wettbewerb teil. Mit dem Gewinn des dritten Wettbewerbs erhielt die Band einen Plattenvertrag bei UP G Record. Das erste Album One erschien unter dem neuen Namen „Clash“.
Im Februar 2003 ging Clash zurück ins Studio, um das zweite Album Soundshake aufzunehmen. Das Album hatte zwei Hitsingles, Ter Ja Yoo Gup Chun Dtalot Bai (Thai: เธอจะอยู่กับฉันตลอดไป) und Kor Chet Nam Dta (thai. ขอเช็ดน้ำตา).
Für den Film Beautiful Boxer nahm Bank die Single Nueng mitr chid klai (Thai: บิวตี้ฟูล บ๊อกเซอร์) auf.
Im Oktober 2005 folgte das nächste Album Emotion, welches neben Lakorn Luk Tae (Thai: ละครรักแท้) auch die erfolgreichen Singles Sop Tee Ogk Chun (thai. ซบที่อกฉัน), Pleng Peua Seau (Thai: เพลงผีเสื้อ), und Fai Ruk (Thai: ไฟรัก) enthielt.
Ihr Stück Naang Fa Kon Derm war der offizielle Titelsong von Andrew Gregsons erster Seifenoper Sa Doot Ruk. 2006 erschien das Album Crashing. Das Stück Karng ka (thai. ค้างคา) wurde als Single veröffentlicht.

## Auszeichnungen
- Seesan Award „Best Rock Song 2002“ für Love Scene[1]

## Diskografie

### Studioalben
- One (2001)
- Soundshake (2003)
- Brainstorm (2004)
- Emotion (2005)
- Flying oder auch Crashing (2006)
- Rock of Ages (2008)
- Nine Miss U 2 (2010)

### Akustikalben
- Soundcream (2006)
- Smooth Clash (2006)
- Fan (2007)

### Best-Of-Kompilationen
- Crazy Clash (2004: Greatest hits from 2001-2004)
- Very Clash (2006: Very best Album)

### Live-Videos
- Funsize Friday: Rock Size S Konzert (2003 Live Konzert VCD)
- Pack 4 Freedom Romantic Rock (2005 Live Konzert Album und VCD)
- First Clash (2006 Konzert VCD)
- Clash Army Rock Concert (Aufgenommen 21. Juli 2007, Impact Arena, Bangkok, Thailand)
- Clash Army Rock Concert 2 (2009)
- Clash USA Tour (2009)